# Estação Cristo Redentor (Biotrén)
A Estação Cristo Redentor é uma das estações do Biotrén, situada em Coronel, entre a Estação Huinca e a Estação Laguna Quiñenco. Administrada pela Ferrocarriles del Sur (FESUR), faz parte da Linha 2.
Foi inaugurada em 29 de fevereiro de 2016. Localiza-se no cruzamento da Avenida Manuel Montt com a Rua Darío Salas. Atende o setor de Camilo Olavarría.